# 福海水库
福海水库是中国新疆维吾尔自治区阿勒泰地区福海县境内的一座水库，位于乌伦古河上，建于1978年。水库正常库容为18000万立方米。